# Сребрниче
Сребрниче (словен. Srebrniče) — поселення в общині Ново Место, регіон Південно-Східна Словенія, Словенія. Висота над рівнем моря: 169,6 м.